# Galax-i-Birds
Galax-i-Birds, scritto Galaxibirds sulla cassetta, è un videogioco sparatutto pubblicato nel 1986 per Commodore 64 da Firebird, direttamente in edizione economica (Silver Range). Parodia di Galaxian, è stato il primo titolo sviluppato dalla Sensible Software e accreditato ufficialmente all'azienda. Uscì anche su disco, in raccolta con UFO.

## Modalità di gioco
Come nei classici sparatutto a schermata fissa, il giocatore controlla un'astronave, graficamente molto simile a quella di Uridium, che si muove solo orizzontalmente alla base dello schermo e può sparare verticalmente un colpo alla volta con un doppio cannone.
A ogni livello bisogna affrontare un'ondata di alieni di un certo tipo, che attaccano scendendo dall'alto insieme con una diversa formazione e diverse traiettorie. Se toccano l'astronave la distruggono, mentre se escono dal fondo dello schermo ricompaiono in cima finché non vengono eliminati.
L'aspetto dei nemici cambia a ogni livello ed è sempre assurdo: inizialmente hanno l'aspetto di uccelli, di una specie diversa a ogni livello, ma in seguito diventano oggetti strani e parodie di altri videogiochi, come lottatori di International Karate, palle di Bounder e asteroidi stilizzati di Asteroids.